# Caricea alma
Caricea alma är en tvåvingeart som först beskrevs av Johann Wilhelm Meigen 1826.  Caricea alma ingår i släktet Caricea och familjen husflugor. Inga underarter finns listade i Catalogue of Life.